# Station Řevnice
Station Řevnice is een spoorwegstation in het Tsjechische stadje Řevnice, zo'n 15 kilometer ten zuiden van Praag aan de rivier de Berounka. Het station ligt aan spoorlijn 171 die van Praag naar Beroun loopt. Het station wordt beheerd door de nationale spoorwegonderneming České dráhy in samenwerking met de Staatsorganisatie voor spoorweginfrastructuur (SŽDC).
Praha hlavní nádraží ↔ Praha-Smíchov ↔ Praha-Velká Chuchle ↔ Praha-Radotín ↔ Černošice ↔ Černošice-Mokropsy ↔ Všenory ↔ Dobřichovice ↔ Řevnice ↔ Zadní Třebaň ↔ Karlštejn ↔ Srbsko ↔ Beroun